# The Father (film, 2020)
Pour l’article homonyme, voir The Father.
Pour plus de détails, voir Fiche technique et Distribution.
The Father, ou Le Père au Québec,, est un film franco-britannique coécrit et réalisé par Florian Zeller, sorti en 2020.
Il s'agit de l'adaptation de sa propre pièce de théâtre, Le Père.
Il est sélectionné et présenté pour la première fois au Festival de Sundance en janvier 2020, où il reçoit un excellent accueil critique,,,,.
Le film a obtenu plus de 200 prix et nominations à travers le monde,, dont 2 Oscars et le César du meilleur film étranger en 2022.
Depuis, il est souvent cité comme l'un des meilleurs films des années 2020, voire comme l'un des meilleurs films du siècle,,,.

## Synopsis
Anthony a bientôt 80 ans. Il vit seul dans son appartement de Londres et refuse toutes les aides-soignantes que sa fille, Anne, tente de lui imposer. Cette dernière y voit une nécessité d'autant plus grande qu'elle ne pourra plus passer le voir tous les jours : elle a en effet pris la décision de partir vivre à Paris pour s'installer avec l'homme qu'elle vient de rencontrer.
Mais alors, qui est cet étranger sur lequel Anthony tombe dans son salon, et qui prétend être marié avec Anne depuis plus de dix ans ? Et pourquoi affirme-t-il avec conviction qu'ils sont chez eux, et non chez lui ? Anthony est-il en train de perdre la raison ? Quelque chose semble se tramer autour de lui, comme si le monde, par instant, avait cessé d'être logique. Égaré dans un labyrinthe de questions sans réponse, Anthony tente désespérément de comprendre ce qui se passe autour de lui.

## Fiche technique
Sauf indication contraire, les informations mentionnées dans cette section peuvent être confirmées par la base de données cinématographiques IMDb,  présente dans la section « Liens externes ».
- Titre : The Father
- Réalisation : Florian Zeller

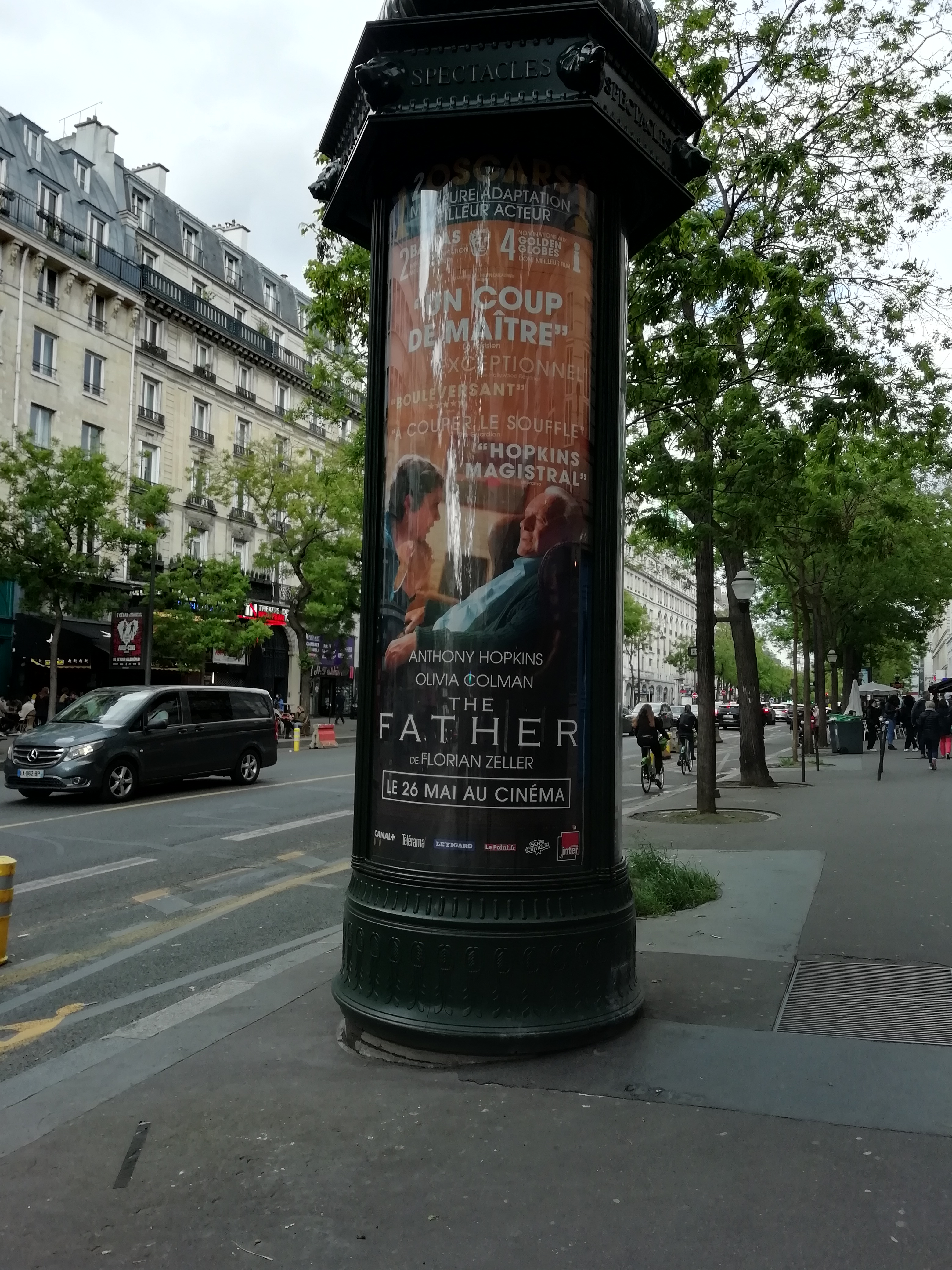
Affiche du film à Paris.

- Scénario : Christopher Hampton et Florian Zeller, d'après la pièce Le Père de Florian Zeller
- Musique : Ludovico Einaudi
- Costumes : Anna Robbins
- Photographie : Ben Smithard (en)
- Montage : Yorgos Lamprinos (en)
- Production : Philippe Carcassonne, Simon Friend, Jean-Louis Livi et David Parfitt
- Sociétés de production : Trademark Films, Cine@, AG Studios NYC, Embankment Films, F Comme Film, Film4, Viewfinder, Orange Studio, Canal+
- Sociétés de distribution : Lionsgate (Royaume-Uni), Orange studio / UGC (France)
- Budget : 5,9 millions d'euros
- Pays de production :  Royaume-Uni /  France
- Langue originale : anglais
- Format : couleur
- Genre : drame
- Durée : 97 minutes
- Dates de sortie[16] :
  - États-Unis : 27 janvier 2020 (festival du film de Sundance)
  - Royaume-Uni : 26 mars 2021 (Borderlands Film Festival, en ligne)[17] ; 11 juin 2021 (sortie nationale)
  - France : 26 mai 2021

## Distribution
- Anthony Hopkins (VF : Jean-Pierre Moulin ; VQ : Guy Nadon) : Anthony Evans
- Olivia Colman (VF : Isabelle Gélinas ; VQ : Manon Arsenault) : Anne
- Rufus Sewell (VF : Bernard Gabay ; VQ : Daniel Picard) : Paul
- Imogen Poots (VF : Carolina Jurczak ; VQ : Stéfanie Dolan) : Laura / Lucy
- Olivia Williams (VF : Marine Delterme ; VQ : Anne Bédard) : la femme (Catherine)
- Mark Gatiss (VF : Laurent Montel ; VQ : Sylvain Hétu) : l'homme (Bill)
- Ayesha Dharker (VF : Katia Lutzkanoff) : Dr Sarai

 Source et légende : version québécoise (VQ) sur Doublage.qc.ca

## Production
The Father est adapté de la pièce de théâtre, Le Père, de Florian Zeller, jouée en France dès 2012 puis par la suite dans le monde entier où elle a reçu de nombreux prix. Elle est, selon The Guardian, « la pièce la plus acclamée de la décennie ».
Selon l'Evening Standard, elle est l'une des « meilleures pièces du XXIe siècle ».
The Times la classe également parmi "les plus grandes pièces du siècle".
En mai 2019, il est annoncé que Florian Zeller va réaliser lui-même l'adaptation de son œuvre et qu'il va coécrire le scénario avec Christopher Hampton.

### Attribution des rôles
En mai 2019, Anthony Hopkins et Olivia Colman sont annoncés dans les rôles principaux. Olivia Williams, Rufus Sewell, Imogen Poots et Mark Gatiss rejoignent la distribution le mois suivant.

### Tournage
Le tournage débute le 13 mai 2019. Il se déroule notamment aux West London Film Studios à Hayes près de Londres,,. Il a également lieu à West Kensington.

## Accueil

### Sortie
The Father sort en salles aux États-Unis le 26 février 2021. Après plusieurs modifications de calendrier, la sortie française est décalée en raison de la pandémie de Covid-19 : le 26 avril, la date n'est toujours pas connue. Le film sort tout de même le 26 mai 2021 dans les salles de cinéma à la suite des annonces gouvernementales du 29 avril concernant leur réouverture.

### Critiques
Les critiques sont unanimes, le film atteignant le score de 100 % sur Rotten Tomatoes. Sur Metacritic, le film est noté à 91 sur 100, s'inscrivant ainsi dans la catégorie de « l'acclamation universelle ».
Dans Variety, Owen Gleiberman écrit : « The Father accomplit quelque chose que peu de films ont réussi à accomplir à ce sujet. Il nous place dans l'esprit d’un être en train de se détériorer – et il le fait en nous présentant cette détérioration de façon apparemment rationnelle et comme une expérience cohérente. À certains moments, le film semble envoyer Le Roi Lear dans un univers parallèle ; à d’autres moments, cela fait penser à Shining réécrit par Harold Pinter. The Father est un film intimiste, mais il a une telle verve artistique qu’il réussit à jongler avec le réel sans jamais devenir un simple jeu de l’esprit. Et c’est pourquoi il est traversé d’une rage brûlante et désespérée. ».
Dans The Guardian, Benjamin Lee estime qu'avec ce film « Anthony Hopkins est maintenant en tête de la course aux Oscars, avec une avance si écrasante que je ne vois pas comment un autre acteur pourrait le battre… Il y a quelque chose d'incroyable et de déchirant à le voir tenter d’expliquer rationnellement aux autres ainsi qu’à lui-même ce qu’il vit. Dans les moments les plus déstabilisants du film, son univers a déjà basculé, mais il reste silencieux, sachant que toute tentative d’explication sera désormais vaine. Hopkins explore toute la gamme des émotions, de la fureur à l’indignation, avec une véracité folle. C’est à vous couper le souffle, et c’est aussi incroyablement poignant ».
Toujours dans The Guardian, The Father est considéré comme l'un des meilleurs films de 2020.
Dans The Hollywood Reporter, Todd McCarthy y voit « le meilleur film depuis Amour sur le ravage du grand âge. [...] The Father traite de la démence sénile d'une façon intuitive, subtile et nuancée en nous plaçant dans le point de vue de ceux qui en sont atteints. Menée par une interprétation stupéfiante d’Anthony Hopkins, cette œuvre pénétrante marque un début exceptionnel de Florian Zeller en tant que metteur en scène… Cela s’imposera certainement comme l’une des plus grandes interprétations de Hopkins… Ce film ouvrira également toutes les opportunités à Zeller en tant que metteur en scène ».
Dans The New York Times, Jeannette Catsoulis estime que le film est « à la fois prodigieusement efficace et profondément émouvant » et le décrit comme « une peinture majestueuse des choses qui s'en vont ».
Selon The Times, The Father est « l'une des plus grandes expériences cinématographiques de la décennie ».

### Postérité
En 2021, le film a été inclus dans la liste de Forbes des "150 plus grands films du XXIe siècle".
En avril 2021, Stephen Colbert déclare dans son émission du Late Show consacrée à The Father que la performance d'Anthony Hopkins dans ce film est "probablement la plus grande performance de tous les temps".
En 2022, Time Out le classe dans sa liste  des "100 meilleurs films du siècle".
En 2023, il est en deuxième position des "20 meilleurs films des années 2020" selon Collider.
Il prend la 133e position dans le classement professionnel d'IMDb des 250 meilleurs films de tous les temps.
Enfin, il apparaît en 27e position sur la liste de Collider des "30 meilleurs drames de tous les temps", entre Les Fraises sauvages d'Ingmar Bergman et Les 400 Coups de François Truffaut.

### Box-office
| Pays ou région | Box-office      | Date d'arrêt du box-office | Nombre de semaines |
| -------------- | --------------- | -------------------------- | ------------------ |
| Royaume-Uni    | 2 891 841 $     | —                          | —                  |
| France         | 586 834 entrées | 17 août 2021               | 12                 |
| Total mondial  | 28 403 490 $    | -                          | -                  |

## Distinctions
| Prix                                                     | Catégorie                                 | Récipiendaire                                 | Résultat   | Réf.   |
| -------------------------------------------------------- | ----------------------------------------- | --------------------------------------------- | ---------- | ------ |
| Oscars                                                   | Meilleur Film                             | Meilleur Film                                 | Nomination | [ 44 ] |
| Oscars                                                   | Meilleur acteur                           | Anthony Hopkins                               | Lauréat    | [ 44 ] |
| Oscars                                                   | Meilleur scénario adapté                  | Florian Zeller et Christopher Hampton         | Lauréat    | [ 44 ] |
| Oscars                                                   | Meilleur montage                          | Yorgos Lamprinos (en)                         | Nomination | [ 44 ] |
| Oscars                                                   | Meilleur décor                            | Peter Francis (en) et Cathy Featherstone (en) | Nomination | [ 44 ] |
| Oscars                                                   | Meilleure actrice dans un second rôle     | Olivia Colman                                 | Nomination | [ 44 ] |
| BAFTA                                                    | Meilleur film                             | Meilleur film                                 | Nomination | [ 45 ] |
| BAFTA                                                    | Meilleur film anglais                     | Florian Zeller                                | Nomination | [ 45 ] |
| BAFTA                                                    | Meilleur acteur                           | Anthony Hopkins                               | Lauréat    | [ 45 ] |
| BAFTA                                                    | Meilleur scénario adapté                  | Florian Zeller et Christopher Hampton         | Lauréat    | [ 45 ] |
| BAFTA                                                    | Meilleur montage                          | Yorgos Lamprinos                              | Nomination | [ 45 ] |
| BAFTA                                                    | Meilleur décor                            | Peter Francis                                 | Nomination | [ 45 ] |
| Directors Guild of America Awards                        | Meilleur Réalisateur pour un premier film | Florian Zeller                                | Nomination | [ 46 ] |
| BIFA                                                     | Meilleur film anglais indépendant         | Meilleur film anglais indépendant             | Nomination | [ 47 ] |
| BIFA                                                     | Meilleur réalisateur                      | Florian Zeller                                | Nomination | [ 47 ] |
| BIFA                                                     | Meilleur acteur                           | Anthony Hopkins                               | Lauréat    | [ 47 ] |
| BIFA                                                     | Meilleur scénario                         | Florian Zeller et Christopher Hampton         | Lauréat    | [ 47 ] |
| BIFA                                                     | Meilleur montage                          | Yorgos Lamprinos                              | Lauréat    | [ 47 ] |
| BIFA                                                     | Meilleur décor                            | Peter Francis                                 | Nomination | [ 47 ] |
| European Film Awards                                     | Meilleur Film Européen                    | Florian Zeller                                | Nomination | [ 48 ] |
| European Film Awards                                     | Meilleur Réalisateur Européen             | Florian Zeller                                | Nomination | [ 48 ] |
| European Film Awards                                     | Meilleur Acteur Européen                  | Anthony Hopkins                               | Lauréat    | [ 48 ] |
| European Film Awards                                     | Meilleur Scénario Européen                | Florian Zeller et Christopher Hampton         | Lauréat    | [ 48 ] |
| Boston Society of Film Critics Awards                    | Meilleur nouveau réalisateur              | Florian Zeller                                | Lauréat    | [ 49 ] |
| Boston Society of Film Critics Awards                    | Meilleur acteur                           | Anthony Hopkins                               | Lauréat    | [ 49 ] |
| Chicago Film Critics Association Awards                  | Meilleur acteur                           | Anthony Hopkins                               | Nomination | [ 50 ] |
| Chicago Film Critics Association Awards                  | Meilleur scénario                         | Florian Zeller et Christopher Hampton         | Nomination |        |
| San Sebastián International Film Festival                | Prix du public                            | Prix du public                                | Lauréat    |        |
| CIFF                                                     | Prix du public                            | Prix du public                                | Lauréat    |        |
| Festival International de Mill Valley                    | Prix du public                            | Prix du public                                | Lauréat    |        |
| Cinéfest Sudbury International Film Festival             | Prix du public                            | Prix du public                                | Lauréat    | [ 51 ] |
| Florida Film Critics Circle Awards                       | Meilleur réalisateur                      | Florian Zeller                                | Nomination | [ 52 ] |
| Florida Film Critics Circle Awards                       | Meilleur premier film                     | Florian Zeller                                | Nomination | [ 52 ] |
| Florida Film Critics Circle Awards                       | Meilleur acteur                           | Anthony Hopkins                               | Lauréat    | [ 52 ] |
| Florida Film Critics Circle Awards                       | Meilleur scénario                         | Florian Zeller et Christopher Hampton         | Nomination | [ 52 ] |
| Greater Western New York Film Critics Association Awards | Révélation réalisateur                    | Florian Zeller                                | Nomination | [ 53 ] |
| Greater Western New York Film Critics Association Awards | Meilleur acteur                           | Anthony Hopkins                               | Nomination | [ 53 ] |
| Greater Western New York Film Critics Association Awards | Meilleure actrice dans un rôle secondaire | Olivia Colman                                 | Nomination | [ 53 ] |
| Greater Western New York Film Critics Association Awards | Meilleur scénario                         | Florian Zeller et Christopher Hampton         | Nomination | [ 53 ] |
| Los Angeles Film Critics Association Awards              | Meilleur montage                          | Yorgos Lamprinos                              | Lauréat    | [ 54 ] |
| Indiana Film Journalists Association Awards              | Meilleur film                             | Meilleur film                                 | Nomination | [ 55 ] |
| Indiana Film Journalists Association Awards              | Meilleur acteur                           | Anthony Hopkins                               | Nomination | [ 55 ] |
| Indiana Film Journalists Association Awards              | Meilleure actrice dans un rôle secondaire | Olivia Colman                                 | Nomination | [ 55 ] |
| Indiana Film Journalists Association Awards              | Meilleur scénario                         | Florian Zeller et Christopher Hampton         | Nomination | [ 55 ] |
| Visuel Art Festival                                      | Meilleur Film                             | Meilleur Film                                 | Lauréat    | [ 56 ] |
| Visuel Art Festival                                      | Meilleur réalisateur                      | Florian Zeller                                | Lauréat    | [ 56 ] |
| Visuel Art Festival                                      | Meilleur scénario                         | Florian Zeller et Christopher Hampton         | Lauréat    | [ 56 ] |
| Visuel Art Festival                                      | Meilleure actrice                         | Olivia Colman                                 | Lauréat    | [ 56 ] |
| Telluride Film Festival                                  | Silver Medallion Award                    | Anthony Hopkins                               | Lauréat    |        |
| Toronto International Film Festival                      | Tribute Award                             | Anthony Hopkins                               | Lauréat    | [ 57 ] |
| Toronto International Film Festival                      | Prix du public                            | Prix du public                                | Nomination | [ 58 ] |
| Festival du film de Zurich                               | Golden Eyes Award                         | Olivia Colman                                 | Lauréat    |        |
| Music City Film Critics Association Awards               | Meilleur film                             | Meilleur film                                 | Nomination | [ 59 ] |
| Music City Film Critics Association Awards               | Meilleur réalisateur                      | Florian Zeller                                | Nomination | [ 59 ] |
| Music City Film Critics Association Awards               | Meilleur acteur                           | Anthony Hopkins                               | Nomination | [ 59 ] |
| Music City Film Critics Association Awards               | Meilleure actrice dans un rôle secondaire | Olivia Colman                                 | Nomination | [ 59 ] |
| Music City Film Critics Association Awards               | Meilleur montage                          | Yorgos Lamprinos                              | Nomination | [ 59 ] |
| Sunset Circle Awards                                     | Meilleur film                             | Meilleur film                                 | Nomination | [ 60 ] |
| Sunset Circle Awards                                     | Meilleur réalisateur                      | Florian Zeller                                | Nomination | [ 60 ] |
| Sunset Circle Awards                                     | Meilleur acteur                           | Anthony Hopkins                               | Nomination | [ 60 ] |
| Sunset Circle Awards                                     | Meilleur scénario                         | Florian Zeller et Christopher Hampton         | Lauréat    | [ 60 ] |
| Sunset Circle Awards                                     | Meilleure actrice dans un rôle secondaire | Olivia Colman                                 | Nomination | [ 60 ] |
| Nevada Film Critics Society Awards                       | Meilleur acteur                           | Anthony Hopkins                               | Lauréat    | [ 61 ] |
| Nevada Film Critics Society Awards                       | Meilleur scénario                         | Florian Zeller et Christopher Hampton         | Lauréat    | [ 61 ] |
| North Carolina Film Critics Association Awards           | Meilleur acteur                           | Anthony Hopkins                               | Nomination | [ 62 ] |
| North Carolina Film Critics Association Awards           | Meilleure actrice dans un second rôle     | Olivia Colman                                 | Nomination | [ 62 ] |
| Hawaii Film Critics Society Awards                       | Meilleur film                             | Meilleur film                                 | Nomination | [ 63 ] |
| Hawaii Film Critics Society Awards                       | Meilleur réalisateur                      | Florian Zeller                                | Nomination | [ 63 ] |
| Hawaii Film Critics Society Awards                       | Meilleur acteur                           | Anthony Hopkins                               | Nomination | [ 63 ] |
| Hawaii Film Critics Society Awards                       | Meilleur scénario                         | Florian Zeller et Christopher Hampton         | Nomination | [ 63 ] |
| Hawaii Film Critics Society Awards                       | Meilleur montage                          | Yorgos Lamprinos                              | Nomination | [ 63 ] |
| Hawaii Film Critics Society Awards                       | Meilleure musique originale               | Ludovico Einaudi                              | Nomination | [ 63 ] |
| Hawaii Film Critics Society Awards                       | Meilleur nouveau réalisateur              | Florian Zeller                                | Lauréat    | [ 63 ] |
| Hawaii Film Critics Society Awards                       | Meilleur premier film                     | Meilleur premier film                         | Nomination | [ 63 ] |
| Capri Hollywood Awards                                   | Meilleur acteur                           | Anthony Hopkins                               | Lauréat    | [ 64 ] |
| Discussing Film Critics Awards                           | Meilleur scénario                         | Florian Zeller et Christopher Hampton         | Nomination | [ 65 ] |
| Discussing Film Critics Awards                           | Meilleure actrice dans un second rôle     | Olivia Colman                                 | Nomination | [ 65 ] |
| Chicago Indie Critics Awards                             | Meilleur film indépendant                 | Meilleur film indépendant                     | Nomination | [ 66 ] |
| Chicago Indie Critics Awards                             | Meilleur réalisateur                      | Florian Zeller                                | Nomination | [ 66 ] |
| Chicago Indie Critics Awards                             | Meilleur acteur                           | Anthony Hopkins                               | Nomination | [ 66 ] |
| Chicago Indie Critics Awards                             | Meilleur scénario                         | Florian Zeller et Christopher Hampton         | Nomination | [ 66 ] |
| Chicago Indie Critics Awards                             | Meilleur montage                          | Yorgos Lamprinos                              | Nomination | [ 66 ] |
| Chicago Indie Critics Awards                             | Meilleure actrice dans un second rôle     | Olicia Colman                                 | Nomination | [ 66 ] |
| Georgia Film Critics Association Awards                  | Meilleur film                             | Meilleur film                                 | Nomination | [ 67 ] |
| Georgia Film Critics Association Awards                  | Meilleur acteur                           | Anthony Hopkins                               | Nomination | [ 67 ] |
| Georgia Film Critics Association Awards                  | Meilleure actrice dans un second rôle     | Olivia Colman                                 | Nomination | [ 67 ] |
| Georgia Film Critics Association Awards                  | Meilleur scénario                         | Florian Zeller et Christopher Hampton         | Nomination | [ 67 ] |
| Austin Film Critics Association Awards                   | Meilleur acteur                           | Anthony Hopkins                               | Nomination | [ 68 ] |
| Austin Film Critics Association Awards                   | Meilleure actrice dans un second rôle     | Olivia Colman                                 | Nomination | [ 68 ] |
| Austin Film Critics Association Awards                   | Meilleur scénario                         | Florian Zeller et Christopher Hampton         | Nomination | [ 68 ] |
| Austin Film Critics Association Awards                   | Meilleur montage                          | Yorgos Lamprinos                              | Nomination | [ 68 ] |
| San Diego Film Critics Society Awards                    | Meilleur réalisateur                      | Florian Zeller                                | Nomination | [ 69 ] |
| San Diego Film Critics Society Awards                    | Meilleur Acteur                           | Anthony Hopkins                               | Nomination | [ 69 ] |
| San Diego Film Critics Society Awards                    | Meilleur scénario                         | Florian Zeller et Christopher Hampton         | Lauréat    | [ 69 ] |
| St. Louis Film Critics Association Awards                | Meilleur acteur                           | Anthony Hopkins                               | Nomination | [ 70 ] |
| St. Louis Film Critics Association Awards                | Meilleure actrice dans un second rôle     | Olivia Colman                                 | Nomination | [ 70 ] |
| Houston Film Critics Society Awards                      | Meilleur film                             | Meilleur film                                 | Nomination | [ 71 ] |
| Houston Film Critics Society Awards                      | Meilleur acteur                           | Anthony Hopkins                               | Nomination | [ 71 ] |
| Houston Film Critics Society Awards                      | Meilleure actrice dans un second rôle     | Olivia Colman                                 | Nomination | [ 71 ] |
| London Critics' Circle Film Awards                       | Meilleur film britannique                 | Meilleur film britannique                     | Nomination | [ 72 ] |
| London Critics' Circle Film Awards                       | Meilleur acteur                           | Anthony Hopkins                               | Nomination | [ 72 ] |
| London Critics' Circle Film Awards                       | Meilleur acteur anglais                   | Anthony Hopkins                               | Nomination | [ 72 ] |
| San Francisco Film Critics Circle Awards                 | Meilleur acteur                           | Anthony Hopkins                               | Nomination | [ 73 ] |
| San Francisco Film Critics Circle Awards                 | Meilleure actrice dans un second rôle     | Olivia Colman                                 | Nomination | [ 73 ] |
| San Francisco Film Critics Circle Awards                 | Meilleur montage                          | Yorgos Lamprinos                              | Nomination | [ 73 ] |
| Premios CEC (Espagne)                                    | Meilleur film étranger                    | Florian Zeller                                | Nomination | [ 74 ] |
| Prix Goya (Espagne)                                      | Meilleur film européen                    | Florian Zeller                                | Lauréat    | [ 75 ] |
| Prix Sant Jordi (Espagne)                                | Meilleur film étranger                    | Florian Zeller                                | Lauréat    | [ 76 ] |
| Satellite Awards                                         | Meilleur film                             | Meilleur film                                 | Nomination | [ 77 ] |
| Satellite Awards                                         | Meilleur réalisateur                      | Florian Zeller                                | Nomination | [ 77 ] |
| Satellite Awards                                         | Meilleur acteur                           | Anthony Hopkins                               | Nomination | [ 77 ] |
| Satellite Awards                                         | Meilleure actrice dans un second rôle     | Olivia Colman                                 | Nomination | [ 77 ] |
| Satellite Awards                                         | Meilleur scénario adapté                  | Florian Zeller et Christopher Hampton         | Lauréat    | [ 77 ] |
| Satellite Awards                                         | Meilleur montage                          | Yorgos Lamprinos                              | Nomination | [ 77 ] |
| Hollywood Critics Association Awards                     | Meilleur film                             | Meilleur film                                 | Nomination | [ 78 ] |
| Hollywood Critics Association Awards                     | Meilleur acteur                           | Anthony Hopkins                               | Nomination | [ 78 ] |
| Hollywood Critics Association Awards                     | Meilleure actrice dans un second rôle     | Olivia Colman                                 | Nomination | [ 78 ] |
| Hollywood Critics Association Awards                     | Meilleur scénario adapté                  | Florian Zeller et Christopher Hampton         | Nomination | [ 78 ] |
| Hollywood Critics Association Awards                     | Meilleur montage                          | Yorgos Lamprinos                              | Nomination | [ 78 ] |
| Golden Globes                                            | Meilleur film dramatique                  | Meilleur film dramatique                      | Nomination | [ 79 ] |
| Golden Globes                                            | Meilleur acteur dans un film dramatique   | Anthony Hopkins                               | Nomination | [ 79 ] |
| Golden Globes                                            | Meilleure actrice dans un second rôle     | Olivia Colman                                 | Nomination | [ 79 ] |
| Golden Globes                                            | Meilleur scénario                         | Florian Zeller et Christopher Hampton         | Nomination | [ 79 ] |
| SAG Awards                                               | Meilleur acteur                           | Anthony Hopkins                               | Nomination | [ 80 ] |
| SAG Awards                                               | Meilleure actrice dans un second rôle     | Olivia Colman                                 | Nomination | [ 80 ] |
| Critics Choice Awards                                    | Meilleur acteur                           | Anthony Hopkins                               | Nomination | [ 81 ] |
| Critics Choice Awards                                    | Meilleure actrice dans un second rôle     | Olivia Colman                                 | Nomination | [ 81 ] |
| Critics Choice Awards                                    | Meilleur Scénario                         | Florian Zeller et Christopher Hampton         | Nomination | [ 81 ] |
| Critics Choice Awards                                    | Meilleur Montage                          | Yorgos Lamprinos                              | Nomination | [ 81 ] |
| AACTA Awards                                             | Meilleur acteur                           | Anthony Hopkins                               | Nomination | [ 82 ] |
| AACTA Awards                                             | Meilleure actrice dans un second rôle     | Olivia Colman                                 | Lauréat    | [ 82 ] |
| AACTA Awards                                             | Meilleur scénario                         | Florian Zeller et Christopher Hampton         | Nomination | [ 82 ] |
| AACTA Awards                                             | Meilleur film                             | Florian Zeller                                | Nomination | [ 82 ] |
| Golden Rooster Awards (Chine)                            | Meilleur film international               | Florian Zeller                                | Lauréat    | [ 83 ] |
| Turkish Film Critics Association Awards (Turquie)        | Meilleur film international               | Florian Zeller                                | Lauréat    | [ 84 ] |
| Césars                                                   | Meilleur film étranger                    | Florian Zeller                                | Lauréat    | [ 85 ] |

### Sélections dans les festivals
- Festival du film de Sundance 2020 : sélection officielle dans la catégorie Premières
- Toronto International Film Festival : sélection officielle[86]
- Telluride Film Festival : sélection officielle[87]
- Festival international du film de Saint-Sébastien : sélection officielle dans la catégorie Pearl
- Festival du film de Zurich[88] : sélection officielle dans la catégorie Gala Premières
- Festival international du film des Hamptons : sélection officielle[89]
- Festival du film britannique de Dinard[90]
- Festival de l'American Film Institute : sélection officielle[91]
- Festival international du film du Caire : film d'ouverture[92]

## Autour du film
- Le Père (2012), pièce dont The Father est l'adaptation, est le deuxième volet d'une trilogie débutée avec La Mère (2010) et achevée avec Le Fils (2018). Cette dernière a également été adaptée dans le film The Son (2022).
- Le personnage du père, joué par Anthony Hopkins, possède des points communs avec l'acteur qui l'interprète. Ainsi, ils partagent le même prénom (Anthony) et lorsqu'une médecin demande au père sa date de naissance, il répond « le vendredi 31 décembre 1937 », la véritable date de naissance d'Anthony Hopkins.
- Le personnage du garçon, qu'Anthony regarde par la fenêtre jouer avec un sac en plastique, est interprété par le fils du réalisateur, Roman Zeller.